# Parafia św. Michała Archanioła w Wietrznie
Parafia św. Michała Archanioła w Wietrznie − parafia rzymskokatolicka znajdująca się w archidiecezji przemyskiej, w dekanacie Dukla. 

## Historia
W 1185 roku pojawiła się pierwsza wzmianka o wsi Wietrzno, gdy została nadana zakonowi Cystersów z Koprzywnicy. Przed 1378 rokiem biskupi krakowscy z inicjatywy cystersów erygowali parafię. W 1752 roku na miejscu wcześniejszego kościoła, obecny drewniany kościół z wykorzystaniem wcześniejszych elementów, który w 1761 roku poświęcono pw. św. Michała Archanioła.
Na początku XVII wieku do parafii przyłączono kościół w Bóbrce jako filialny. W 1778 roku siedziba parafii została została przeniesiona do Bóbrki, a kościół w Wietrznie stał się filialny. W 1805 roku parafia została przydzielona do nowo utworzonej diecezji tarnowskiej. W 1821 roku parafia została przydzielona do diecezji przemyskiej. 17 marca 1906 roku bp Józef Sebastian Pelczar ponownie erygował erygował parafię.
Na terenie parafii jest 700 wiernych.
Proboszczowie parafii:
1906–1913. ks. Józef Chwatowicz.
1913–1923. ks. Walerian Rąpała.
1923–1924. ks. Józef Urbanek.
1924–1929. ks. Andrzej Sołtysik.
1929–1933. ks. Stanisław Cieszanowski.
1933–1935. ks. Zdzisław Michalski.
1935–1936. ks. Władysław Bachota.
1936–1942. ks. Tadeusz Witkoś.
1942–1945. ks. Jan Obara.
1945–1948. ks. Tadeusz Głowaty.
1948–1961. ks. Piotr Grądalski (administrator).
1961–1972. ks. Józef Wilk (administrator).
1972–1974. ks. Kazimierz Nawrocki.
1974–1975. ks. Gabriel Marszałek.
1975–2002. ks. Józef Fejdasz.
2002–2007. ks. Andrzej Szajnar.
2007–2014. ks. Jan Wosiewicz.
2014– nadal ks. Ireneusz Wójcik.

## Linki zewnętrznie
- Informacje o parafiach na stronie archidiecezji przemyskiej
- Archiwalne wydania gazetki parafialnej 1995–2002, 2015–2023